# Sambhar
Sambhar – słone jezioro bezodpływowe w Indiach w stanie Radżastan, 96 km na południowy zachód od Jaipur. Jest zasilane z obszaru o powierzchni 5700 km², a samo ma zmienną powierzchnię ok. 200 km² i położone jest w kotlinie, otoczonej górami Arawali. Jest to największe indyjskie jezioro wewnątrzlądowe (ustępuje powierzchnią lagunie Czilika), choć jego głębokość jest bardzo mała (od 60 cm w porze suchej do 3 m w czasie monsunów). Sambhar przedzielone jest zbudowaną przez Brytyjczyków drogę kolejową oraz długą na 5,1 km tamę – po wschodniej jej części (wielkość 80 km²) jest salina, w której od setek lat uzyskuje się sól poprzez parowanie. Rocznie wydobywa się tam 196 tys. ton soli, co daje znaczne dochody regionowi. Według legendy Sambhar zostało stworzone w VI wieku przez boginię Szakambari. System odzyskiwania soli został wdrożony dopiero za czasów dynastii Wielkich Mogołów, później było ono dzielone między księstwami Jaipur i Dźodhpur. Jezioro jest chronione przez konwencję ramsarską ze względu na liczne ptaki gniazdujące nad nim, a także żyjące w wodzie algi i bakterie.